# Sega Mega Drive
Il Sega Mega Drive (メガドライブ?, Sega Mega Doraibu), commercializzato come Sega Genesis negli Stati Uniti d'America e come Super GameBoy e Super Aladdin Boy in Corea del Sud, è una console per videogiochi prodotta da SEGA tra il 1988 e il 1998. Inaugurò l'epoca delle console dotate di microprocessore a 16 bit, basandosi sul Motorola 68000, all'epoca utilizzato da computer come l'Amiga
Venne distribuita in Giappone il 29 ottobre 1988 e negli USA a partire dal 14 agosto 1989, mentre in Europa e in Brasile fu distribuita negli ultimi mesi del 1990. È stato il secondo sistema dotato di lettore CD-ROM, grazie alla distribuzione da parte della casa nipponica di un dispositivo esterno (il Sega Mega CD) che aggiungeva non solo una maggior capacità di memorizzazione ma anche potenza di calcolo al sistema, permettendo di avere velocità maggiori, grafica più accurata e, naturalmente, colonne sonore di qualità CD. In Italia era distribuito dalla Giochi Preziosi.
Il Mega Drive fu un grande successo, che Sega non riuscì più a ripetere con le successive console. Le stime sul numero di unità vendute sono variabili; per il totale mondiale viene spesso citata la cifra di 29 milioni, ma sembra più accurata la stima di quasi 39 milioni. Si vendettero circa 18,5 milioni di unità in Nordamerica, 8,4 in Europa e 3,6 in Giappone. 
Nonostante la console fosse riuscita a ottenere un grande successo in Nord America, Europa e Brasile, in Giappone non riuscì a stare al passo con altre due console concorrenti, ovvero il PC Engine della NEC Corporation e il Super Nintendo Entertainment System della Nintendo.

## Storia

### La pianificazione e il lancio sul mercato

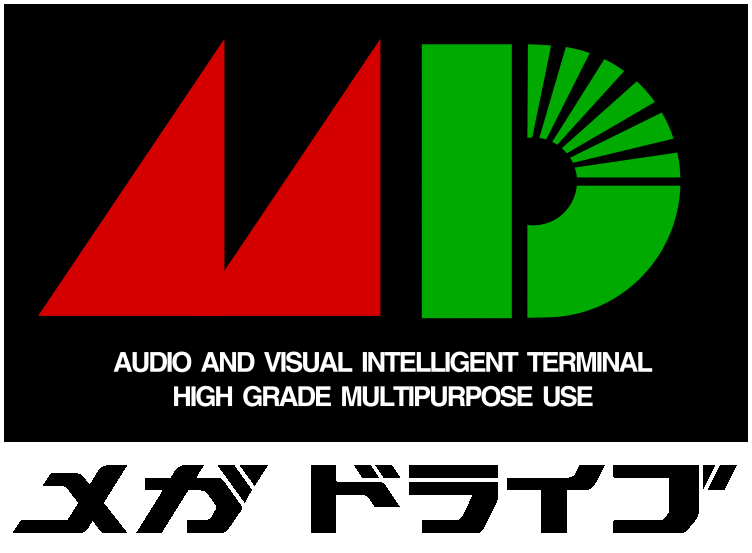
Logo giapponese del Mega Drive

All'inizio degli anni 1990 il mercato delle console domestiche la competizione vede contrapposte la SEGA e la Nintendo; la prima ha un ruolo di primo piano nel mercato dei videogiochi arcade, anche grazie all'adozione dello standard JAMMA, introdotto nel 1985, ma il successo del Nintendo Entertainment System e le voci relative al possibile lancio di una nuova console da parte della concorrente cui piattaforma è popolare anche negli Stati Uniti d'America,spinsero SEGA a produrre una nuova console a 16 bit dopo il parziale fallimento del Sega Master System. L'obiettivo del progetto, guidato da Masami Ishikawa che ha già guidato la divisione di ricerca e sviluppo fin dalla realizzazione del SG-1000 II, è di produrre una console in grado di riprodurre l'esperienza dei popolari titoli da sala giochi come After Burner II e Super Hang-On, prodotti dalla stessa SEGA.

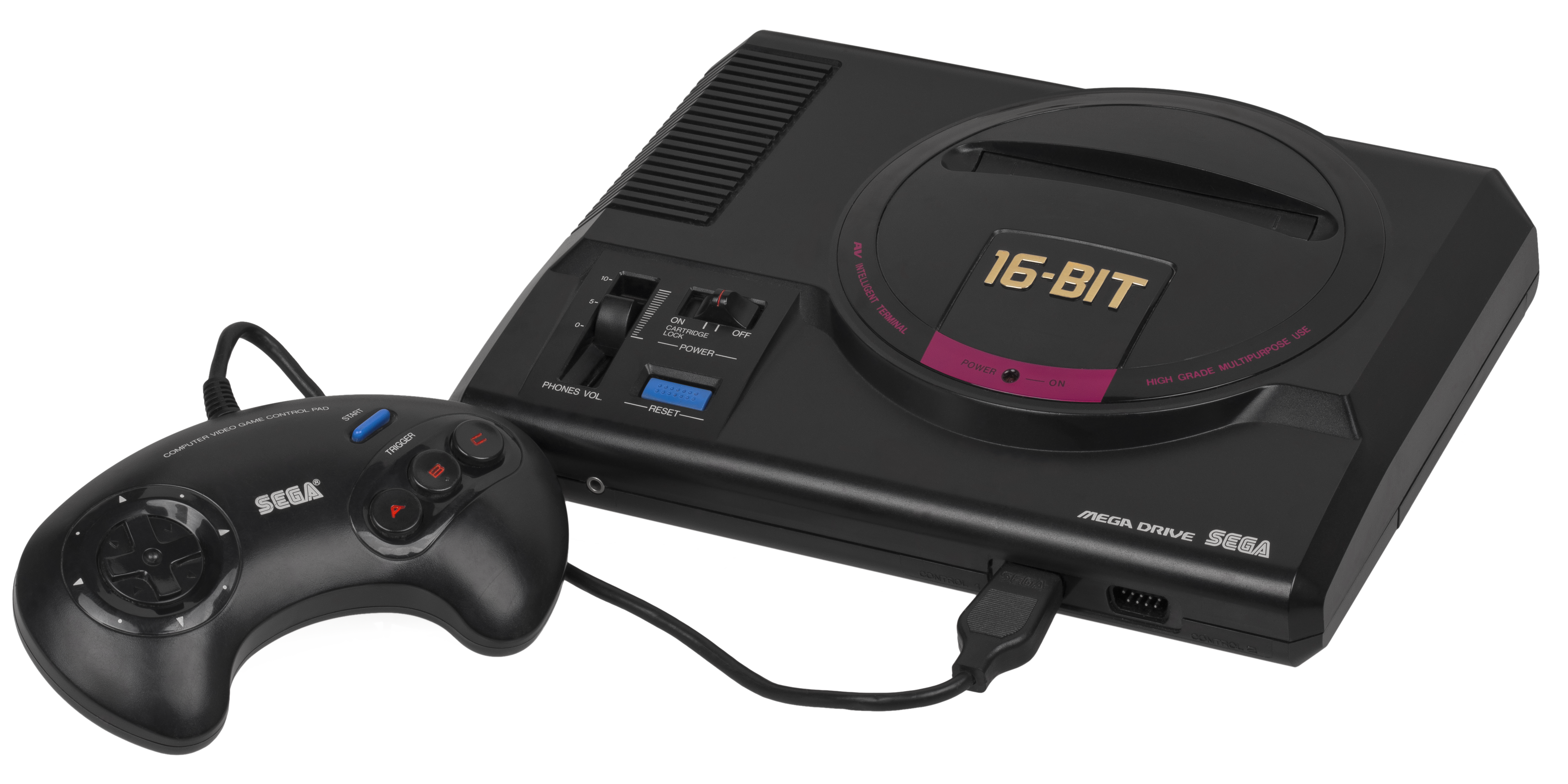
Modello giapponese del Mega Drive

Ishikawa vuole progettare una console basata sull'hardware della scheda arcade Sega System 16. Hideki Sato spinge per adottare il Motorola 68000 come CPU principale, mentre lo Zilog Z80 viene incluso per compatibilità con i videogiochi precedenti, sebbene fosse anche utilizzato per il controllo del sonoro nei giochi del Mega Drive. La macchina è pure dotata di un gamepad a tre tasti e, internamente, designata come l'MK-1601. La console, quindi, viene annunciata nel giugno 1988 sulla rivista giapponese Beep! come "Mark V", seguendo la numerazione delle piattaforme precedenti. Il nome "Mega Drive" venne selezionato tra oltre 300 alternative. Tuttavia negli Stati Uniti d'America il marchio è già stato registrato da un'altra società e quindi viene modificato in Genesis.
Il Sega Mega Drive debutta in Giappone il 29 ottobre 1988 con i titoli Space Harrier II e Super Thunder Blade al prezzo di 21 000 yen. Nonostante le recensioni positive ottenute sulle riviste Famitsū e Beep!, il lancio della console è oscurato dall'uscita di Super Mario Bros. 3, pubblicato la settimana precedente alla commercializzazione del Mega Drive. Nel corso del primo anno sono vendute 400 000 unità della console. Oltre alla Nintendo, nel mercato giapponese, la SEGA deve fronteggiare la NEC che l'anno precedente ha realizzato, in collaborazione con Hudson Soft, il PC Engine.

Logo del Sega Genesis

Il 14 agosto 1989 la console sbarca anche a Los Angeles e New York, per poi essere commercializzata nel resto dell'America settentrionale, insieme al videogioco Altered Beast. La campagna di marketing della SEGA contrappone la console, descritta come "il primo e unico sistema con tecnologia a 16-bit", al TurboGrafx-16, versione statunitense del PC Engine, annunciato nel maggio 1989 e distribuito solamente due settimane dopo il lancio del Genesis. La console sbarca in Europa, con lo stesso nome della versione giapponese della console (Mega Drive), il 20 novembre 1990, dove riesce a dominare il mercato delle console domestiche anche per la debolezza di Nintendo, che nel vecchio continente si concentra di più sulla distribuzione del Game Boy.
L'iniziale successo del Genesis convince critica e consumatori che SEGA può essere considerata in America un concorrente pericoloso per Nintendo, tuttavia la mancanza di giochi come Super Mario Bros. o Tetris rischia di portare la società a replicare il fallimento della NEC nel mercato statunitense. Nonostante la conversione di Altered Beast fosse superiore al titolo di lancio del TurboGrafx-16, il gioco è considerato troppo breve e ripetitivo per una console domestica. Simili accuse vengono mosse anche ai primi titoli per il Mega Drive come Michael Jackson's Moonwalker e Castle of Illusion Starring Mickey Mouse.

### Il ruolo di Electronic Arts

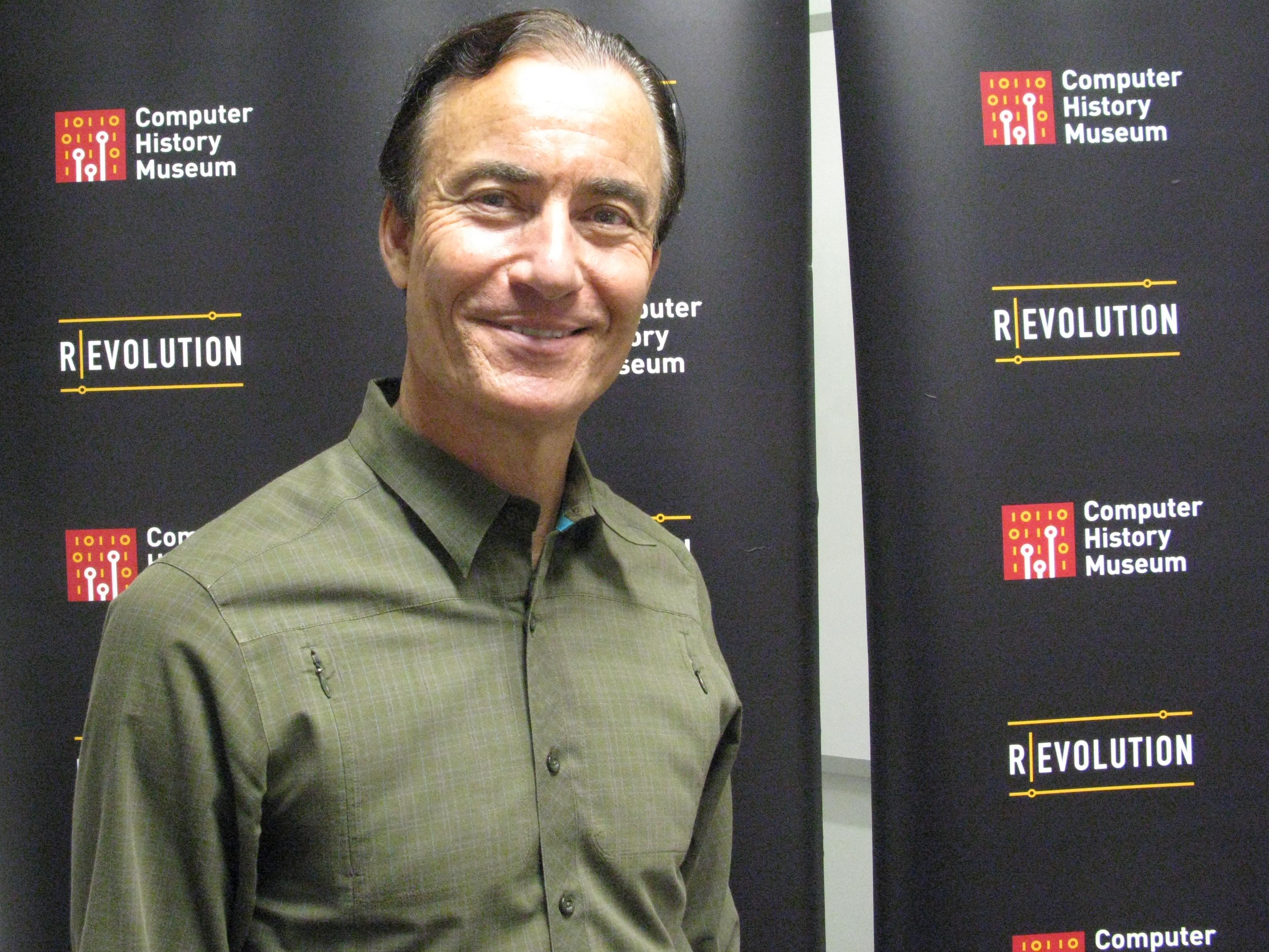
Trip Hawkins, fondatore di Electronic Arts.

Una delle software house che hanno contribuito più alla popolarità del Sega Mega Drive è stata la Electronic Arts. L'azienda di Trip Hawkins, già nota per giochi come M.U.L.E., era stata avvicinata da Nintendo che aveva loro proposto di sviluppare videogiochi per il Nintendo Entertainment System. Electronic Arts tuttavia temeva che i titoli che produceva per personal computer fossero troppo complessi per essere convertiti su una console a 8 bit, mentre l'architettura della piattaforma SEGA sembrava più promettente. L'azienda statunitense realizzò addirittura un kit di sviluppo alternativo denominato Sprobe (Sega Genesis Probe). In seguito Hawkins provò a contattare SEGA per raggiungere un accordo migliore rispetto a quello stipulato con gli altri produttori di terze parti, senza ottenere successo. Decise quindi di produrre le proprie cartucce per la console, riconoscibili dall'etichettatura di colore giallo. Tra i giochi prodotti nel 1990 da Electronic Arts figurano Populous, Budokan: The Martial Spirit e John Madden Football. Nello stesso anno venne inoltre realizzata la versione per Sega Mega Drive del videogioco arcade Capcom Strider, di cui era stata prodotta una conversione per NES di qualità inferiore.

### La concorrenza con Nintendo e ed il Mega Drive II
Dopo aver venduto oltre due milioni di unità in Giappone, la Nintendo si prepara per lanciare negli Stati Uniti d'America il Super Nintendo nel settembre del 1991. Sotto la guida di Tom Kalinske, già presidente della Mattel, la divisione americana della SEGA decide di rispondere alla messa in commercio della console rivale con una campagna pubblicitaria aggressiva affidata all'agenzia pubblicitaria Goodby, Berlin & Silverstein, investendo grandi risorse di budget nel 1992 e durante l'anno successivo.
Al lancio della console negli Stati Uniti uno degli slogan, ideato da Michael Kats, è "Genesis does what Nintendon't". Kalinske ha l'obiettivo di puntare su un pubblico diverso, trasmettendo spot pubblicitari all'interno di programmi televisivi popolari quali Beavis and Butt-head o il Saturday Night Live. In quel periodo viene realizzata la campagna "Welcome to the Next Level" e la creazione del "Sega Scream", un tipico urlo che chiudeva l'enorme numero di spot realizzati.
La campagna pubblicitaria è volta a sottolineare il catalogo giochi superiore e mostrare immagini del Sega Mega CD, un nuovo accessorio per il Mega Drive. Per stuzzicare il pubblico vengono anche inaugurate delle sedi, vicine alle catene di distribuzione come Walmart (inizialmente scettiche alla promozione della nuova macchina Sega), nominate "Sega Ville", in cui gli utenti avrebbero potuto giocare liberamente con dei Mega Drive. Questa strategia di marketing si rivelò proficua: le vendite di console Mega Drive e relativi giochi, infatti, calarono solo lievemente fino alla stagione natalizia del 1991, superando quindi quelle del Super Nintendo.
Dall'inizio del 1991, la SEGA e la Nintendo (che alla fine del 1990 immesso sul mercato il Super Nintendo in Giappone), si contendono il controllo del mercato dei videogiochi. La grafica del Super Nintendo è notevolmente superiore a quella del Mega Drive, ma molti ne criticano la bassa velocità di trasferimento dati della CPU; difatti nonostante il processore WDC 65c816 abbia una frequenza di clock pari a 14 MHz, la variante del chip presente nel Super Nintendo, il Ricoh 5A22, lavora a una frequenza massima di soli 3,58 MHz, con una memoria RAM di 8 Kbyte inferiore al Mega Drive. La SEGA sfrutta questa superiorità con intelligenza e l'idea è quella di concepire un gioco che semplicemente potrà funzionare solo con l'hardware del Mega Drive, e che di contro il Super Nintendo non potrà mai elaborare. Così nell'estate del 1991 la SEGA svela il suo progetto segreto: Sonic the Hedgehog, un videogioco a piattaforme frenetico e dal ritmo veloce. Il concorrente diretto, Super Mario World, uscito in America due mesi dopo, si dimostra tuttavia un titolo eccellente, pur mantenendo le radici ludiche dei suoi predecessori.

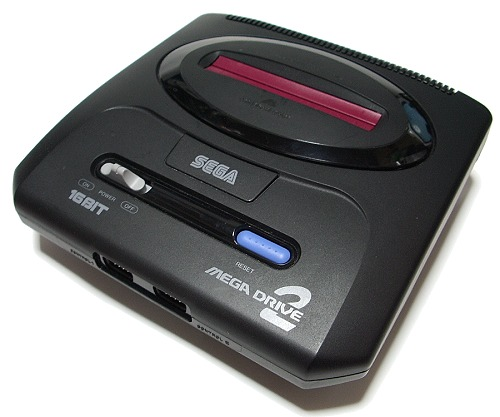
Il Sega Mega Drive 2.

Nel 1992 esce il Sega Mega Drive 2 (prima in Giappone e l'anno successivo negli USA ed in Europa), dalle caratteristiche tecniche identiche alla prima versione ma con un nuovo design, una nuova scheda audio con supporto al sonoro stereo e l'eliminazione dalla porta jack per le cuffie sul davanti, dell'uscita per il cavo dell'antenna, e un gamepad a sei pulsanti.
Per contrastare il battage pubblicitario dello SNES basato spesso sulla capacità di offrire dei giochi con effetti 3D grazie al chip Super FX, la Sega alla fine dell'anno idea diversi nuovi spot. Il 24 novembre, intanto, viene pubblicato Sonic 2 contemporaneamente in Europa e negli Stati Uniti, seguendo una tattica di marketing ancora una volta vincente, appoggiata dai più importanti centri commerciali, che proclama già da molti mesi il "Sonic 2's Day"; nella stagione natalizia del 1992 che SEGA riuscì a primeggiare sulla rivale, sebbene negli USA ormai le vendite dello SNES stanno per raggiungere quelle del Mega Drive.

### Le politiche fallimentari e dismissione
Nell'ottobre 1992 in America e nel maggio 1993 in Europa, viene presentato il Sega Mega CD (chiamato Sega CD nella versione Americana); nonostante la campagna pubblicitaria che da due anni insiste sul prodotto, la periferica vende poco, in parte a causa del prezzo inizialmente molto alto (200 dollari) in parte perché i giochi disponibili sono pochi (poco più di 100 titoli, di cui non tutti convertiti in occidente) e abbastanza deludenti: al di là di qualche bel titolo (come l'ottimo Sonic-CD), la gran parte dei giochi è una trasposizione delle versioni su cartuccia con in più la colonna sonora di qualità CD, ma il dispositivo presenta dei cavi di alimentazione aggiuntivi alla console (oltre quelli del Mega Drive di base) piuttosto ingombranti, e in generale riceve dalla stampa critiche accanite. 
Dal 1993 la SEGA inizia a vacillare; il gruppo di sviluppatori dei giochi SNES è cresciuto, sforna programmi a ritmo elevato e titoli parecchio interessanti erano comparsi nei negozi. La Sega presenta il Sega Mega Jet, una versione portatile della macchina il cui utilizzo è previsto solo sui voli della Japan Airlines, ma, con solo il Sega Mega CD a tenere il mercato durante l'anno, la Nintendo supera le vendite del Mega Drive alla fine del 1993. In quello stesso anno arrivano i primi sistemi a 32 bit, come il 3DO Interactive Multiplayer. Per contrastare la nuova sfida della concorrenza, nonostante la Sega stia sviluppando il Sega Saturn già da vari mesi, in Occidente arriva il Sega Mega Drive 32X, un'espansione che trasforma il Mega Drive in un sistema a 32 bit. L'idea è che possa coesistere col Saturn, che sbarca in Europa sette mesi dopo il 32X.
Il Sega Saturn arriva in America nel maggio del 1995, appena sei mesi dopo il lancio del 32X, adottando una strategia molto discutibile. Il 32X doveva essere destinato a chi non voleva spendere 400 dollari per il Saturn, ma i processori a 23 MHz di cui è composto si mostrano subito molto meno potenti rispetto a quelli della PlayStation (34 MHz) e del Sega Saturn (28 MHz). I giochi sono ancora una volta abbastanza deludenti: per esempio,  Doom è inferiore alla versione PC a causa del suono gracchiante (ma graficamente superiore alla versione SNES); inoltre, anche quest'espansione ha bisogno di un alimentatore aggiuntivo (ci sono tre spine elettriche in tutto, per chi ha già il Sega Mega CD). Il Sega 32X segna il declino del Mega Drive, rivelandosi una periferica fallimentare come il Sega CD, poiché l'espansione, pur essendo più economica di una nuova console, era troppo cara, mentre i giochi erano al di sotto degli standard di altre macchine da gioco, come il 3DO.
Sperando di far sopravvivere l'interesse nella piattaforma Mega Drive, nel 1995 la SEGA introduce il Nomad, una console portatile con display LCD a colori, a 179 dollari, ma l'alto prezzo ne impedisce la diffusione. La console e i relativi giochi continuano a essere prodotti fino al 1998, quando la SEGA procedette alla dismissione della macchina.

### IlGenesis 3e modelli postumi degli anni 2000

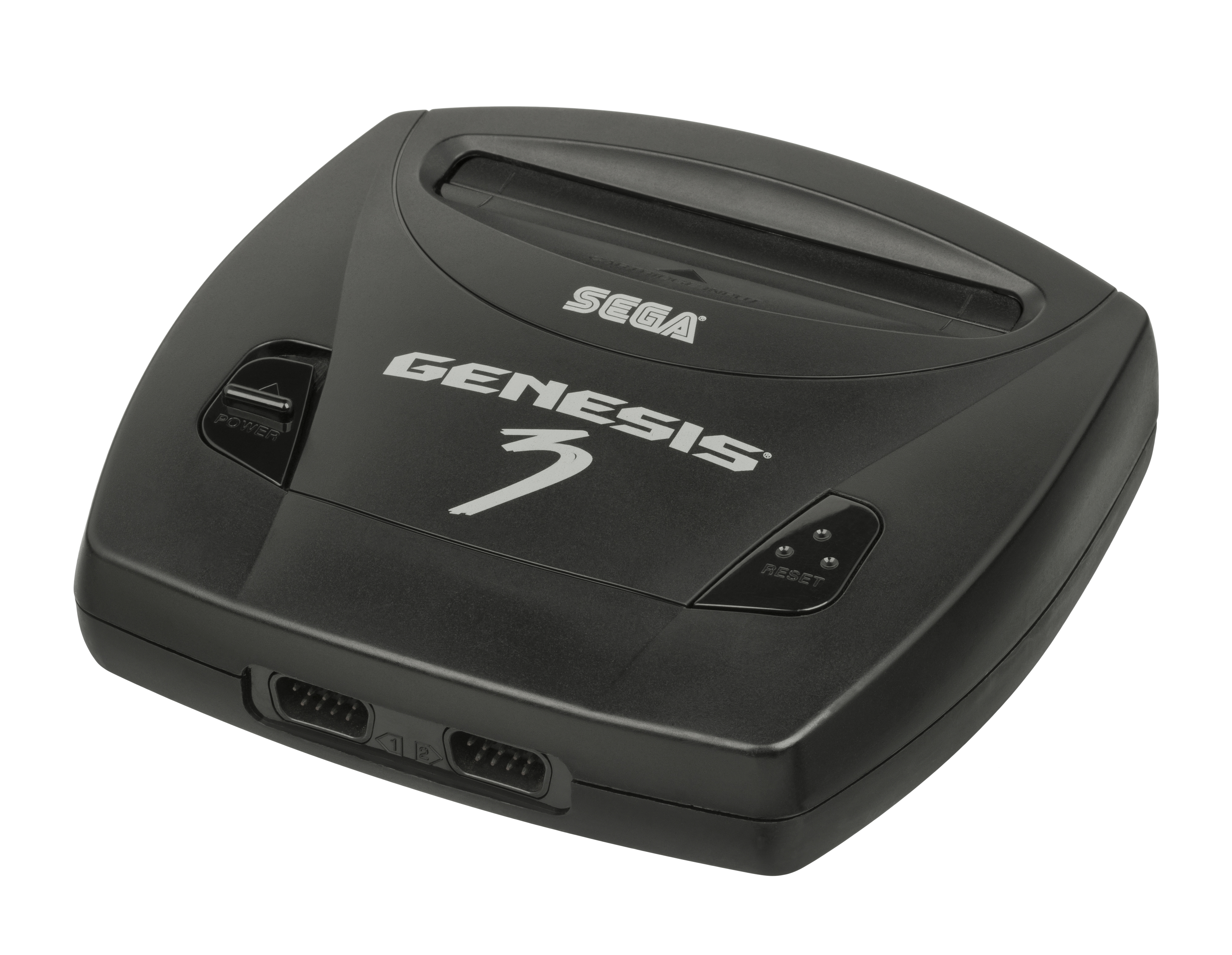
Sega Genesis 3

Nel 1998 la Majesco ottiene i diritti di commercializzazione sul Genesis 3, una versione a basso costo del Sega Mega Drive. Viene venduta solamente nel Nord America in quanto i diritti sono limitati a quella area territoriale, a un prezzo al dettaglio di 49,95 dollari (rapidamente abbassato a 19,99). Dal punto di vista tecnico manca della porta di espansione dei suoi predecessori risultando incompatibile col Sega Mega-CD, Sega 32X e altri accessori.
Nel 2004 la Sega torna a produrre in serie limitata la console, sotto il marchio Sega Toys. Il nuovo modello, denominato Mega Drive PlayTV, è formato da un'unità plug and play (collegabile direttamente a un televisore), simile nella forma al gamepad del Mega Drive originale. Al suo interno sono ospitati sei giochi precaricati, fra cui Sonic. Tra il 2007 e il 2009 vengono pubblicate per PlayStation 2 e PSP due raccolte: Sega Mega Drive Collection, e per PlayStation 3 e Xbox 360 e Sega Mega Drive Ultimate Collection, che includono 27 giochi la prima e 40 la seconda, tra cui: Virtua Fighter 2 (versione Mega Drive), Sonic the hedgehog 1 e 2, Altered Beast e Golden Axe. Inoltre, la SEGA concde i diritti a produttori terzi, per la produzione di console ispirate al Mega Drive, ad esempio la società At Games nel 2016 rende disponibili sul mercato tre versioni della console: Sega Mega Drive Classic Game Console e Sega Mega Drive Classic Flashback - che consentono di utilizzare le cartucce originali per la presenza di uno slot dedicato; la seconda si differenzia dalla prima per la presenza di controllers a infrarossi - e Ultimate Portable Game Player, una versione portatile alimentata a batterie e collegabile a un televisore, ma che in luogo dello slot contiene una porta per schede microSD che consente di caricare le ROM delle cartucce.

### I modelli mini per ilretrogaming
Nel marzo 2019 la SEGA annuncia una versione ridotta della console, il Mega Drive Mini (distribuito in America come Genesis Mini), in cui sono inclusi 40 videogiochi originali e due controller USB. La commercializzazione delle due versioni è avvenuta nel settembre 2019. Nel 2022 è stata annunciata una seconda versione ridotta, denominata Mega Drive Mini 2 (distribuito in America come Genesis Mini 2), in cui sono inclusi 50 giochi (tra cui alcuni usciti originariamente su Mega CD), prevista per l'autunno del 2022.

## Caratteristiche tecniche

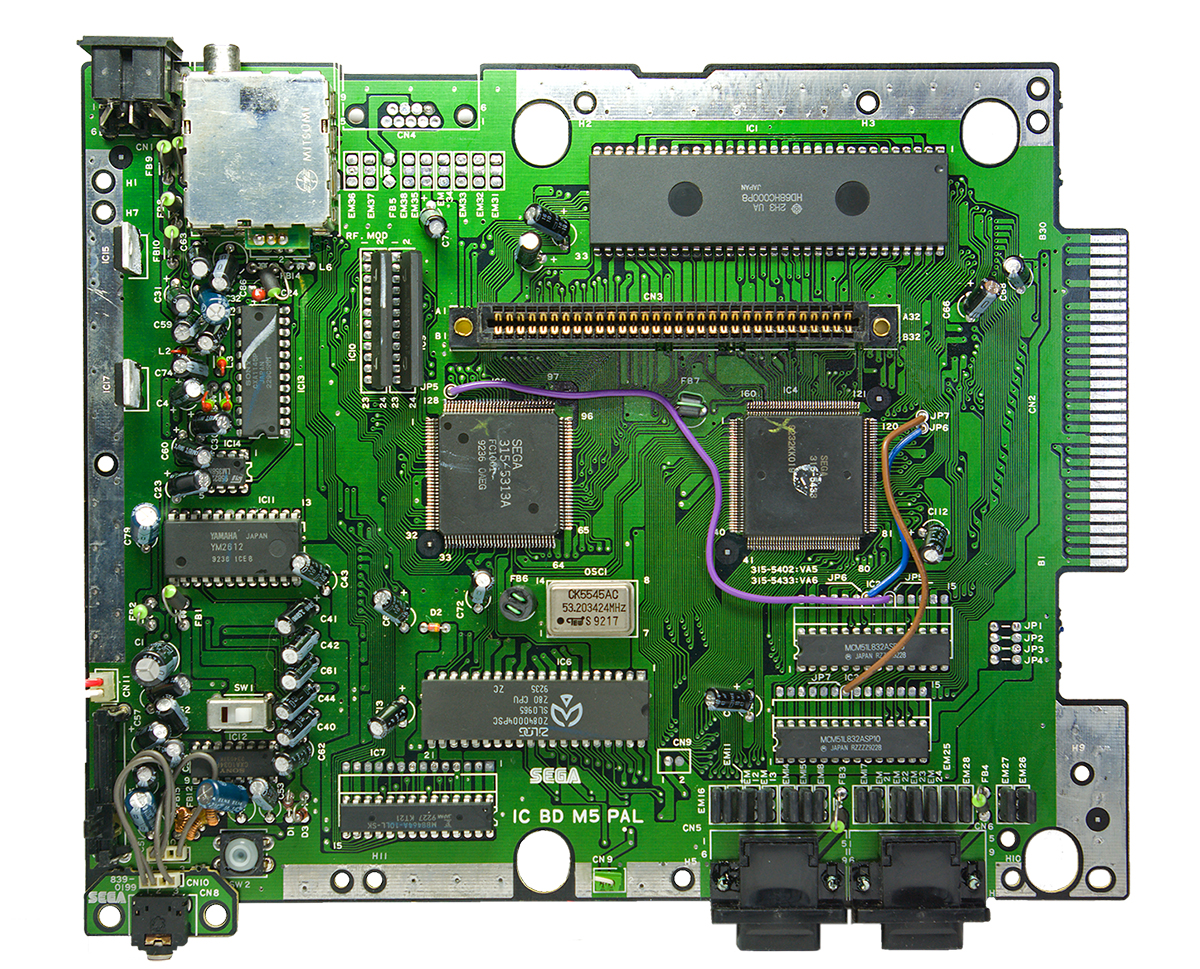
Scheda madre del Sega Mega Drive

Furono realizzati tre modelli differenti di scheda madre su cui la console si basò durante il suo ciclo di vita, dette model 1, model 2 e model 3. La prima disponeva di sonoro in stereofonia e un segnale RGB superiore alle revisioni successive, i modelli successivi disponevano solo di sonoro in monofonia ma anche una limitata compatibilità con la maggioranza degli accessori prodotti. La console disponeva inoltre di una particolare tecnologia detta blast processing che consentiva di cambiare dinamicamente i colori dei pixel sullo schermo consentendo una variazione in tempo reale dei colori utilizzati. I dettagli tecnici possono essere così riassunti:
- CPU:[34]
  - Principale: Motorola 68000 a 7,67 MHz (7,61 MHz nella versione PAL)[13]
  - Sonoro: Zilog Z80 a 3,51 MHz[13], usato per compatibilità con Sega Mark III[14]
- ROM: 2 kB[13]
- RAM: 64 kB per MC68000, 8 kbit per Z80[34][13]
- VRAM: 64 kB[34][13]
- Video Display Processor: Yamaha YM7101[13]
  - Fino a 80 sprite su schermo[34][13]
  - 64 colori simultanei da una tavolozza di 512 colori[34][13]
  - Risoluzioni supportate: 256×224, 256×448, 320×224, 320×448[13]
- Sonoro:[34][13]
  - Yamaha YM2612 a 6 canali stereo FM
  - generatore sonoro programmabile (PSG) Texas Instruments SN76489 a 4 canali, di cui uno generatore di rumore, usato per compatibilità con SG-1000 e Sega Mark III[14]
- Porte:[34][13]
  - 1 slot per cartucce
  - 2 porte per gamepad
  - 1 porta espansione
  - Uscita A/V: fornito tramite un modulatore RF (tramite connettore RCA, non presente nella terza versione), in alcuni modelli è presente anche una porta alternativa capace di fornire il video composito e RGB (tramite connettore DIN 8 PIN per la prima versione, mentre venne usato un connettore DIN 9 PIN per la seconda e terza versione)

## Videogiochi
Il catalogo dei videogiochi per Mega Drive è enorme e comprende molti capolavori. In tutto i giochi pubblicati sono circa 900.
Sul Mega Drive ha avuto origine la celebre serie Sonic, iniziata con la pietra miliare del platform Sonic the Hedgehog (1991); il personaggio di Sonic si poneva come un concorrente di Mario della Nintendo, e la sua notoria supervelocità serviva proprio a dare mostra delle ottime capacità di scorrimento del Mega Drive.
Uscirono molte conversioni di notevole fedeltà di grandi titoli arcade, dei quali la stessa Sega era un importante produttore, come Golden Axe e Altered Beast, o molti della Capcom come Ghouls 'n Ghosts e Forgotten Worlds. Le console ebbe buoni videogiochi di ruolo, come i seguiti di Phantasy Star e la serie Shining Force, e un'altra serie molto amata fu quella dei picchiaduro a scorrimento Streets of Rage. Il Mega Drive attirò anche molti sviluppatori di terze parti, ottenendo grandi titoli come Earthworm Jim, Gunstar Heroes, e quelli del forte editore Electronic Arts, come le sue serie sportive Madden NFL e FIFA.
Secondo una selezione fatta dalla rivista Retro Gamer, dichiaratamente approssimativa data l'ampia scelta, i dieci più grandi giochi per Mega Drive sono Sonic the Hedgehog 2, Gunstar Heroes, Devil Crash, Streets of Rage 2, Strider, Desert Strike, Shinobi III, Ecco the Dolphin, Thunder Force IV, Shining Force 2.
In una selezione successiva, basata sul sondaggio dei lettori, vennero nominati anche Sonic the Hedgehog, Sonic the Hedgehog 3, Micro Machines Turbo Tournament '96, Road Rash 2, The Revenge of Shinobi, Castle of Illusion Starring Mickey Mouse, Flashback, Streets of Rage, Dynamite Headdy, Ghouls 'n Ghosts, Golden Axe, Thunder Force III, John Madden Football 92, Quackshot, ToeJam & Earl, Shining Force, Rocket Knight Adventures, Jungle Strike, Disney's Aladdin.

## Accessori

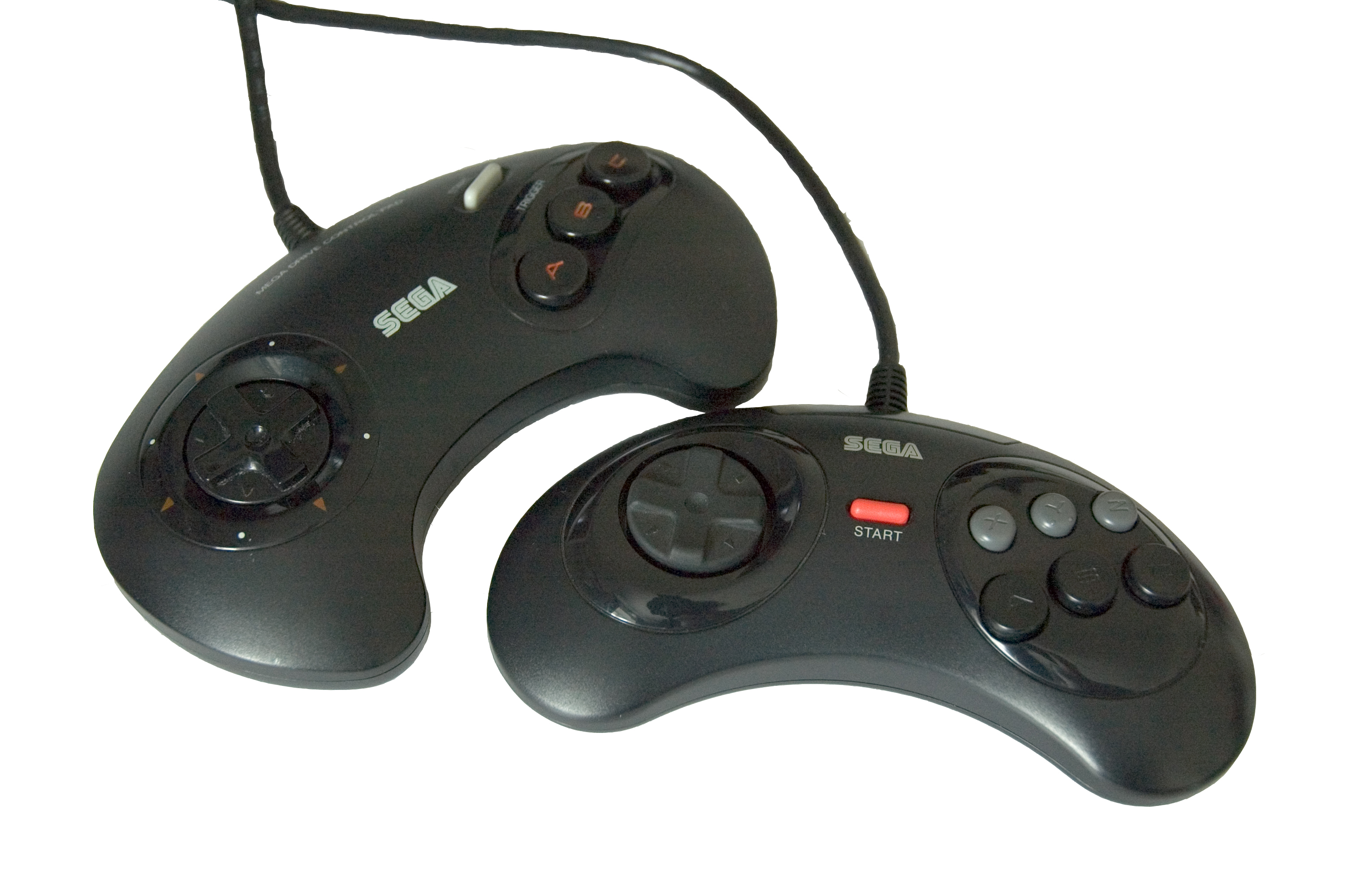
Controller a tre e a sei tasti

### Sega Mega CD
Sebbene i valori di trasferimento dati e tempo di accesso fossero quelli tipici di un lettore a velocità 1×, il Sega-CD raddoppiava la RAM disponibile del Megadrive e introduceva un processore aggiuntivo per l'audio e un chip dedicato all'hardware scaling e alla rotazione, effetti simili al famoso Mode 7 del Super Nintendo. Fra le ragioni del disappunto generato dalla nuova macchina va ricordato che non aggiungeva un maggior numero di colori ai giochi, che il lettore CD era a velocità 1× e nei primi modelli il carrello era di bassa qualità e talvolta malfunzionante. Nei modelli Sega Mega CD 2 e CDX (un tutt'uno con il Mega Drive), fortunatamente, l'inconveniente fu risolto. Il disappunto più grosso era comunque il fatto che diversi giochi furono conversioni del codice per Megadrive con pochissime aggiunte; inoltre molti CD furono riempiti con scene in Full Motion Video di qualità scadente. Non furono prodotte periferiche specifiche per il Sega Mega CD. 

### Sega Mega Modem

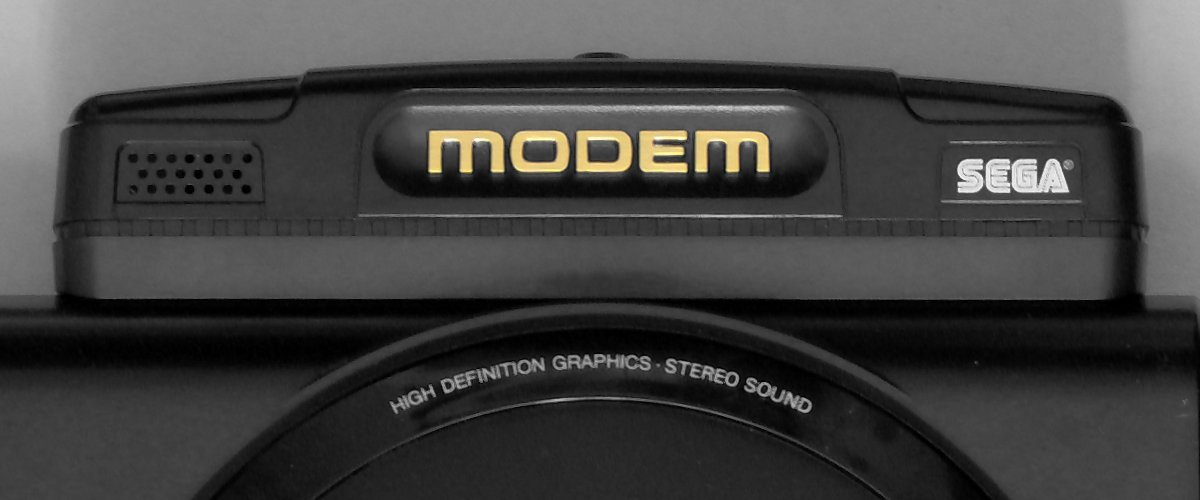
Modem per la console

Il Mega Modem fu un modem per l'utilizzo col Sega Meganet, un servizio online offerto dalla SEGA per il gioco in rete.

### Sega 32X
L'espansione Sega 32X fu la risposta della Sega alla diffusione dei primi sistemi a 32 e 64 bit, avvenuta nel 1994. Le sue caratteristiche erano estremamente modeste se paragonate a quelle dei sistemi completamente basati sui 32 bit (come lo stesso Saturn) e conseguentemente le vendite furono piuttosto scarse; la produzione di 32X durò solo qualche mese e costò alla Sega la perdita di forti quote di mercato a favore di Nintendo e successivamente di Sony.

### Master System Converter
Il Master System Converter, noto come Power Base Converter in Nordamerica e Mega Adaptor (メガアダプタ) in Giappone, è un adattatore che consente l'utilizzo sul Mega Drive delle cartucce gioco per Sega Master System, bypassando l'uso del Motorola 68000 e usando direttamente il processore audio Z80 per gestire il codice originale per Master System.
A suo tempo ci furono anche voci di un convertitore di cartucce per Game Gear, ma tale periferica non oltrepassò mai lo stadio di prototipo. 

### Menacer
Con l'uscita del Sega Mega Drive 2 nel 1992, venne introdotta anche una pistola ottica, chiamata Menacer, dotata anche di stabilizzatore da spalla.

### Mega Mouse

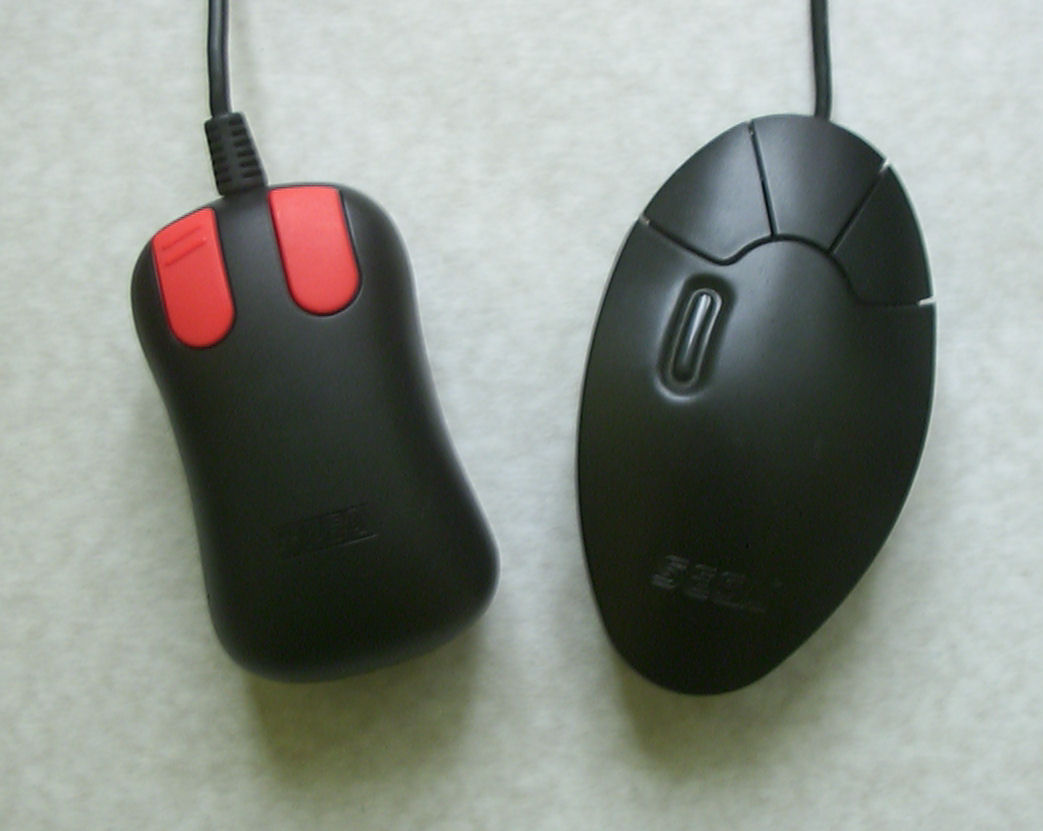
Mouse per la console

Il Mega Mouse fu prodotto in contemporanea con il mouse per lo SNES e solo un titolo lo supportò (Art Alive, un programma di disegno).

### Activator
Introdotto nel 1993, l'Activator fu un tentativo della SEGA di creare un controller a movimento corporeo per il Mega Drive. Era costituito da un pezzo di plastica piatto di forma ottagonale con dei cavi che traducevano il movimento del giocatore (che stava in piedi all'interno) in impulsi per i giochi. Il controllo era goffo e impreciso e bastava qualche minuto di gioco per far salire la frustrazione e convincere l'utilizzatore a sedersi e a dotarsi di un normale gamepad.

### Sega VR
Il Sega VR, presentato inizialmente nel 1993 come Virtua Sega, è un prototipo di visore per realtà virtuale, innovativo per i suoi tempi nell'ambito delle console, ma non arrivò mai alla commercializzazione e fu abbandonato entro il 1994.

## Imitazioni
Il Mega Drive è stato una delle console più clonate in assoluto. Tra le imitazioni non autorizzate più particolari si ricordano Kontorland Mega-Drive 2, di origine asiatica, simile al Mega Drive II ma con joypad stile PlayStation; Neo-16 che sulla confezione raffigura abusivamente Sonic, Knuckles e Mario; Sega Boy, prodotto in Russia, che nel nome cerca di richiamare anche il Game Boy; Songa Megadrive III, prodotta da Songa che già nel nome dell'azienda richiamava Sony e Sega, imitazione del Mega Drive II con somiglianze anche col Nintendo 64.
I modelli sono potenzialmente centinaia, ma pochi sono stati documentati su Internet.